# Karl Asmus von Schenckendorf
Karl Asmus von Schenckendorf (* 21. Juni 1796 in Weißensee bei Berlin; † 6. Februar 1875 in Berlin) war ein preußischer Generalleutnant.

## Leben

### Herkunft
Karl Asmus war ein Sohn des preußischen Kapitäns Johann Karl von Schenckendorf (1751–1818) und dessen Ehefrau Karoline Friederike Lucie, geborene Freiin von Danckelmann (* 1775).

### Militärkarriere
Schenckendorf besuchte das Berliner Kadettenhaus und wurde anschließend zunächst nicht in den aktiven Dienst übernommen, sondern kehrte im Juli 1811 zu seinem Vater zurück. Am 11. Januar 1812 trat er dann als Portepeefähnrich in das Leib-Infanterie-Regiment der Preußischen Armee ein, bis Schenckendorf zum 1. August 1812 beurlaubt wurde.
Mitte März 1813 kehrte er als freiwilliger Jäger in das Regiment zurück und avancierte bis Anfang Juni 1813 zum Sekondeleutnant. Während der Befreiungskriege wurde er in der Schlacht bei Großgörschen verwundet, kämpfte dann bei Bautzen, Katzbach und Wavre. Für Ligny wurde ihm das Eiserne Kreuz II. Klasse verliehen. Schenckendorf nahm außerdem am Übergang bei Wartenburg sowie den Gefechten bei Königswartha, Bunzlau und St. Germain teil und wurde bei Freyburg verwundet.
Nach dem Krieg wurde er am 19. November 1819 zum Premierleutnant befördert und am 27. November 1820 dem Kaiser Alexander Grenadier-Regiment aggregiert sowie am 29. Mai 1821 einragiert. Am 21. Mai 1824 nahm Schenckendorf seinen Abschied als Kapitän mit der Berechtigung zum Tragen seiner Armeeuniform. 
Am 6. September 1827 wurde Schenkendorf als Rittmeister ohne Patent dem 4. Dragoner-Regiment aggregiert und am 14. Mai 1829 erhielt er das Patent zu seinem Dienstgrad. Am 15. März 1832 wurde er dem 2. Dragoner-Regiment aggregiert, Ende März 1843 zum Major befördert und am 15. Januar 1850 als Kommandeur in das 3. Dragoner-Regiment versetzt. In dieser Stellung stieg Schenckendorf bis März 1852 zum Oberst auf und wurde am 25. September 1855 zum Kommandeur der 10. Kavallerie-Brigade  ernannt. Dort wurde er am 15. Oktober 1856 zum Generalmajor befördert und am 14. Mai 1858 unter Verleihung des Roten Adlerordens II. Klasse mit Eichenlaub mit Pension zur Disposition gestellt. Nach seiner Verabschiedung erhielt Schenckendorf am 21. Oktober 1871 noch den Charakter als Generalleutnant. Er starb am 6. Februar 1875 in Berlin und wurde am 10. Februar 1875 auf dem Friedhof in der Hasenheide beigesetzt.
Das damalige Rittergut Weißensee hatte er bereits 1821 für 65.000 Taler an den Kaufmann und Erfinder Johann Heinrich Leberecht Pistorius verkauft.

### Familie
Schenckendorf heiratete am 3. Oktober 1846 in Zirke Hedwig Anna von den Brinken († 1883).